# Розенталь, Ронни
Ро́нни Ро́зенталь (ивр.  רוני רוזנטל‎; род. 11 октября 1963 года в Хайфе, Израиль) — израильский футболист, в прошлом нападающий клубов Израиля, Бельгии, Англии и сборной Израиля.

## Карьера

### Клубная
Розенталь родился в Хайфе, Израиль, в 1963 году. В 11 лет он начал выступать за местную молодёжную команду «Маккаби». Свой первый матч за основную команду «Маккаби» он провёл в 16 лет: выйдя на замену в той встрече, он забил 2 мяча.
В 1982 году английский тренер Джек Мэнселл хотел выставить Розенталя на свободных трансфер.
На протяжении сезона 1983/84 годов «Маккаби» возглавлял Шломо Шарф, который сделал Розенталя одним из трёх основных нападающих команды. В результате Розенталь вместе с «Маккаби» выиграл два чемпионских титула подряд, забив за клуб в чемпионате 38 мячей.
В конце сезона 1985/86 годов Розенталь перешёл в бельгийский клуб «Брюгге». В 1988 году Розенталь своими 6 голами помог «Брюгге» стать чемпионами Бельгии и достигнуть полуфинала Кубка УЕФА.
В 1988 году Розенталь сменил клуб на льежский «Стандард», за который выступил 54 раза. В 1989 году Розенталь почти перешёл в «Удинезе»: он подписал контракт, но, согласно официальной версии, не прошёл медицинское обследование. В середине сезона 1989/90 годов он был отдан в аренду в английский клуб «Лутон Таун», за который так и не провёл ни одного матча. Однако, пока Розенталь находился в Лутоне, его заметили скауты «Ливерпуля» — и в марте 1990 года он уже перешёл в «Ливерпуль» на правах аренды.
Дебютировал Розенталь за «Ливерпуль», выйдя на замену в матче против «Саутгемптона», который проходил на стадионе «Энфилд» 31 марта 1990 года и закончился победой «красных» со счётом 3:2. Выездной матч против «Чарльтон Атлетик», который завершился победой «Ливерпуля» со счётом 4:0, он начал в стартовом составе и сделал хет-трик. В том сезоне «Ливерпуль» выиграл чемпионский титул, а Розенталь забил 7 мячей в последних 8 матчах.
29 июня 1990 года Розенталь был подписан «Ливерпулем» на постоянной основе за 1 млн фунтов. После этого Розенталь не смог внести ощутимый вклад в успех команды, появляясь на поле в основном со скамейки запасных. Однако он стал лучшим бомбардиром резервной команды, забив 18 голов в 25 матчах в сезоне 1990/91 годов. За всё время выступления за «Ливерпуль» Розенталь провёл 97 игр и забил 22 мяча. Он включён в список «100 игроков, которые потрясли Коп» под номером 76.
Розенталь перешёл в «Тоттенхэм Хотспур» 26 января 1994 года. Он провёл свой дебютный матч за «Тоттенхэм» 29 января 1994 года против «Ипсвич Таун» в рамках Кубка Англии, в котором лондонский клуб уступил со счётом 3:0. Дебютом в Премьер-лиге для Розенталя стал проигранный со счётом 3:1 матч против «Шеффилд Уэнсдей», в котором он отличился забитым мячём. В выездном матче Кубка Англии сезона 1994-95 годов против «Саутгэмптона» Розенталь забил 3 гола — встреча завершилась со счётом 6:2 в пользу гостей. Всего за «Тоттенхэм» Розенталь забил 11 голов в 100 встречах.
10 августа 1997 года Розенталь как свободный агент перешёл в «Уотфорд». Он помог «Уотфорду» выиграть Второй дивизион Футбольной лиги сезона 1997-98 годов. В сезоне 1998/99 годов Розенталь долго был травмирован и сыграл лишь 5 матчей. По окончании сезона он завершил карьеру футболиста, забив 11 мячей в 39 матчах за «Уотфорд» и 106 мячей в 417 матчах чемпионатов 3 стран.

### В сборной
Розенталь провёл 60 матчей за сборную Израиля, забив 11 мячей. Одним из таких матчей была победа сборной Израиля над сборной Франции в 1993 году в Париже со счётом 3:2, в результате чего сборная Франции не попала на Чемпионат мира 1994 года. 

## Личная жизнь
После завершения профессиональной карьеры футболиста Розенталь работает в Англии «футбольным консультантом», на должности скаута. Его супруга, Нэнси, родом из Бельгии. Они познакомились и поженились, когда Розенталь выступал за льежский «Стандард». У них есть два сына — Дин и Том. Старший сын, Дин, родился в Ливерпуле. Младший сын, Том, родился в Лондоне и является опорным полузащитником академии «Уотфорда».
Младший брат Ронни - Лиор Розенталь также был профессиональным футболистом. Играл в «Маккаби Хайфа» на позиции защитника.

## Достижения

### В качестве игрока
«Маккаби» Хайфа
- Чемпион Израиля (2): 1983/84, 1984/85

«Брюгге»
- Чемпион Бельгии: 1987/88

«Ливерпуля»
- Чемпион Англии: 1989/90
- Суперкубка Англии: 1990

«Уотфорда»
- Чемпион второго дивизиона: 1997/98

## Статистика выступлений

### Клубная
По состоянию на 23 января 1999 года.
| Клуб              | Сезон            | Чемпионат | Чемпионат | Кубки | Кубки | Еврокубки | Еврокубки | Другие | Другие | Итого | Итого |
| Клуб              | Сезон            | Игры      | Голы      | Игры  | Голы  | Игры      | Голы      | Игры   | Голы   | Игры  | Голы  |
| ----------------- | ---------------- | --------- | --------- | ----- | ----- | --------- | --------- | ------ | ------ | ----- | ----- |
| Маккаби Хайфа     |                  |           |           |       |       |           |           |        |        |       |       |
| Итого             | 138              | 38        | 20        | 7     | 6     | 2         | 0         | 0      | 164    | 47    |       |
| Брюгге            | 1986/87          | 28        | 11        | 4     | 5     | 2         | 2         | 0      | 0      | 34    | 18    |
| Брюгге            | 1987/88          | 15        | 4         | 4     | 2     | 8         | 0         | 0      | 0      | 27    | 6     |
| Брюгге            | Итого            | 43        | 15        | 8     | 7     | 10        | 2         | 0      | 0      | 61    | 24    |
| Стандард          | 1988/89          | 30        | 14        | 8     | 4     | 0         | 0         | 0      | 0      | 38    | 18    |
| Стандард          | 1989/90          | 14        | 6         | 2     | 0     | 0         | 0         | 0      | 0      | 16    | 6     |
| Стандард          | Итого            | 44        | 20        | 10    | 4     | 0         | 0         | 0      | 0      | 54    | 24    |
| Ливерпуль         | 1989—1990        | 8         | 7         | 0     | 0     | 0         | 0         | 0      | 0      | 8     | 7     |
| Ливерпуль         | 1990—1991        | 16        | 5         | 6     | 0     | 0         | 0         | 1      | 0      | 23    | 5     |
| Ливерпуль         | 1991—1992        | 20        | 3         | 6     | 0     | 1         | 0         | 0      | 0      | 27    | 3     |
| Ливерпуль         | 1992—1993        | 27        | 6         | 5     | 1     | 3         | 0         | 1      | 0      | 36    | 7     |
| Ливерпуль         | 1993—1994        | 3         | 0         | 0     | 0     | 0         | 0         | 0      | 0      | 3     | 0     |
| Ливерпуль         | Итого            | 74        | 21        | 17    | 1     | 4         | 0         | 2      | 0      | 97    | 22    |
| Тоттенхэм Хотспур | 1994—1995        | 35        | 2         | 12    | 7     | 0         | 0         | 0      | 0      | 47    | 9     |
| Тоттенхэм Хотспур | 1995—1996        | 33        | 1         | 0     | 0     | 0         | 0         | 0      | 0      | 33    | 1     |
| Тоттенхэм Хотспур | 1996—1997        | 20        | 1         | 0     | 0     | 0         | 0         | 0      | 0      | 20    | 1     |
| Тоттенхэм Хотспур | Итого            | 88        | 4         | 12    | 7     | 0         | 0         | 0      | 0      | 100   | 11    |
| Уотфорд           | 1997—1998        | 25        | 8         | 6     | 3     | 0         | 0         | 0      | 0      | 31    | 11    |
| Уотфорд           | 1998—1999        | 5         | 0         | 3     | 0     | 0         | 0         | 0      | 0      | 8     | 0     |
| Уотфорд           | Итого            | 30        | 8         | 9     | 3     | 0         | 0         | 0      | 0      | 39    | 11    |
| Всего за карьеру  | Всего за карьеру | 417       | 106       | 76    | 29    | 20        | 4         | 2      | 0      | 515   | 139   |

### В сборной
По состоянию на 8 июня 1997 года.
| №  | Дата            | Стадион                                     | Соперник       | Счёт      | Итог | Соревнование      |
| -- | --------------- | ------------------------------------------- | -------------- | --------- | ---- | ----------------- |
| 1  | 10 февраля 1988 | «Рамат-Ган» (Рамат-Ган, Израиль)            | Польша         | 1:0 (35') | 1:3  | Товарищеский матч |
| 2  | 23 марта 1988   | «Атлетик Парк» (Веллингтон, Новая Зеландия) | Тайвань        | 1:0 (32') | 9:0  | Отбор на ОИ-1988  |
| 3  | 5 марта 1989    | «Рамат-Ган» (Рамат-Ган, Израиль)            | Новая Зеландия | 1:0 (7')  | 1:0  | Отбор на ЧМ-1990  |
| 4  | 9 апреля 1989   | «Моунт Смарт» (Окленд, Новая Зеландия)      | Новая Зеландия | 0:1 (17') | 2:2  | Отбор на ЧМ-1990  |
| 5  | 9 сентября 1992 | «Сталь Мелец» (Мелец, Польша)               | Польша         | 1:1 (36') | 1:1  | Товарищеский матч |
| 6  | 12 мая 1993     | «Васил Левски» (София, Болгария)            | Болгария       | 1:2 (53') | 2:2  | Отбор на ЧМ-1994  |
| 7  | 27 октября 1989 | «Рамат-Ган» (Рамат-Ган, Израиль)            | Австрия        | 1:0 (3')  | 1:1  | Отбор на ЧМ-1994  |
| 8  | 16 ноября 1994  | «Хусейн Авни Акер» (Трабзон, Турция)        | Азербайджан    | 0:2 (51') | 0:2  | Отбор на ЧЕ-1996  |
| 9  | 29 ноября 1994  | «Тедди Коллек» (Иерусалим, Израиль)         | Кипр           | 4:3 (76') | 4:3  | Товарищеский матч |
| 10 | 14 декабря 1994 | «Рамат-Ган» (Рамат-Ган, Израиль)            | Румыния        | 1:1 (84') | 1:1  | Отбор на ЧЕ-1996  |
| 11 | 25 апреля 1995  | «Гурник» (Забже, Польша)                    | Польша         | 1:1 (37') | 4:3  | Отбор на ЧЕ-1996  |